# 泉明日香
泉明日香（日语：／，1992年9月20日—），日本電視藝人，前年少偶像。出生於東京都。株式會社CPC所屬。 

## 生平
1992年9月20日，泉明日香在東京都出生。1歲半開始擔任模特兒工作。
泉明日香在12歲時（2005年7月）開始拍攝DVD寫真。同年8月推出了DVD寫真作品《偶像魂Jr. 泉明日香 part.1》（アイドル魂Jr. 泉明日香 part.1），當中她以身穿丁字褲和泳衣的形式登場。她於後來被視為開創了「丁字褲年少偶像」的先河。她本人對此表示：「這不是什麼大事。監督對我說『就這樣拍吧』。而我自己也想這樣拍」。
在初中生時期，她推出了首本寫真集《Peach》，當中包含了只強調身體一部分的寫真——這打破了業界在拍攝未成年人時「必須把臉部給拍攝進去」的潛規則，因此引來了兩極的評價。
2006年9月15日，泉的寫真DVD《明日香的T ore》（明日香のTオーレ）開售。5天後（20日），她推出了寫真集《桃姫》。她在上述兩作中以身穿丁字褲及各種服裝的姿態進行拍攝。她在12月15日推出寫真DVD《明日香的T舞蹈》（明日香のTダンス）。
她在2007年1月播放的日本電視台系節目《未成年的『生』與『性』特集》（未成年の"生"と"性"スペシャル）中跟母親一起登場，她於當中表示明白自己的部分粉絲把自己當作性对象看待。4月15日，她出席了於妹屋本舖舉辦的握手兼簽名會。同月27日，她推出了第4部寫真DVD《明日香的T Naito》（明日香のTないと）。5月24日，她在電影《无敌奶子组长真人版》（実写版 まいっちんぐマチコ先生 Go！Go！家庭訪問）中登場。8月10日，她推出了於東京郊區拍攝的寫真DVD《LOVE HUNTER》。
2008年3月14日，泉的寫真DVD兼寫真集《Last Presents》開售，其背景設定為她在巴厘岛參與畢業旅行。11月，她再度前往該地，拍攝隔年1月發售的《激寫 泉明日香》（激写・泉明日香）。
2009年2月27日，泉公開了於東京拍攝的寫真DVD《究極少女 泉明日香 sweet seventeen》（究極乙女 泉明日香 sweet seventeen），她表示自己在當中最喜歡的場景就是自己「身穿紅色校園泳衣的場景」。5月22日，她和中井由佳里一起演出的寫真DVD《究極少女 中井由佳里  LOVES 泉明日香》（究極乙女 TWINS II 中井ゆかり LOVES 泉明日香）開售，她們兩人在當中以身穿愛麗絲風格的服裝登場。
2011年3月，泉在網誌上表示她小時候的夢想有兩個——一是加入藝能界，二是成為兒童保育員。故此她決定於4月升上保育系的專門學校。此後她將不會再拍攝寫真DVD，但卻會在能力所及的範圍內舉辦攝影會。

## 人物
泉的特技為體操。她擁有一個官方博客「泉明日香的溫暖日記」（泉明日香のほんわか日記），當中設有粉絲留言專欄。她雖然靠著寫真作品成名，但仍有在現實中舉辦迷你現場表演和粉絲交流會（攝影會）。
她的寫真集和DVD在年少偶像界中的銷量仍為首屈一指，並使得中小學生的寫真作品出現過激化的趨勢。結果在2006年之後，日本的大眾媒體開始湧現對業界的批判聲浪（此外她的母親亦曾表示：「雖然由我來說未免有點那個，但現在業界也實在是過激了」。）

## 作品

### DVD
單獨作品
| 日期           | 名稱              | 發行商 |
| -------------- | ----------------- | ------ |
| 2005年8月26日  |                   | INGOT  |
| 2005年9月22日  |                   | INGOT  |
| 2005年10月28日 |                   |        |
| 2006年2月11日  | Oh My little girl | ASP    |
| 2006年5月19日  |                   | 心交社 |
| 2006年9月15日  |                   | 心交社 |
| 2006年12月15日 |                   | 心交社 |
| 2007年4月27日  |                   | 心交社 |
| 2007年8月10日  | LOVE HUNTER       | 心交社 |
| 2007年12月14日 | LOVE ISLAND       | 心交社 |
| 2008年3月14日  | Last Presents     | 心交社 |

共演作
| 日期           | 名稱 | 發行商 | 備註                                           |
| -------------- | ---- | ------ | ---------------------------------------------- |
| 2006年7月31日  |      |        | 跟佐佐木舞共演                                 |
| 2006年8月31日  |      |        | 跟、植野千尋共演                               |
| 2006年11月17日 |      |        | 跟小川櫻子、ふかやれい共演                     |
| 2007年5月24日  |      |        | 跟森下悠里、仲村みう、倉田みな、水沢亜咲美共演 |

### 寫真集
| 日期           | 名稱      | 出版社 | ISBN               | 攝影     |
| -------------- | --------- | ------ | ------------------ | -------- |
| 2006年5月11日  | Peach     | 心交社 | ISBN 9784778102425 | 竹下晃史 |
| 2006年9月10日  | 桃姫      | 心交社 | ISBN 9784778102883 | 竹下晃史 |
| 2006年12月10日 | 月桃花    | 心交社 | ISBN 9784778103330 |          |
| 2007年8月2日   |           | 心交社 | ISBN 9784778104344 |          |
| 2007年12月12日 |           | 心交社 | ISBN 9784778104948 |          |
| 2008年3月12日  | YEAR BOOK | 心交社 | ISBN 9784778105402 |          |

## 外部連結
- 泉明日香のほんわか日記 （页面存档备份，存于）